# Бергский музей трамваев

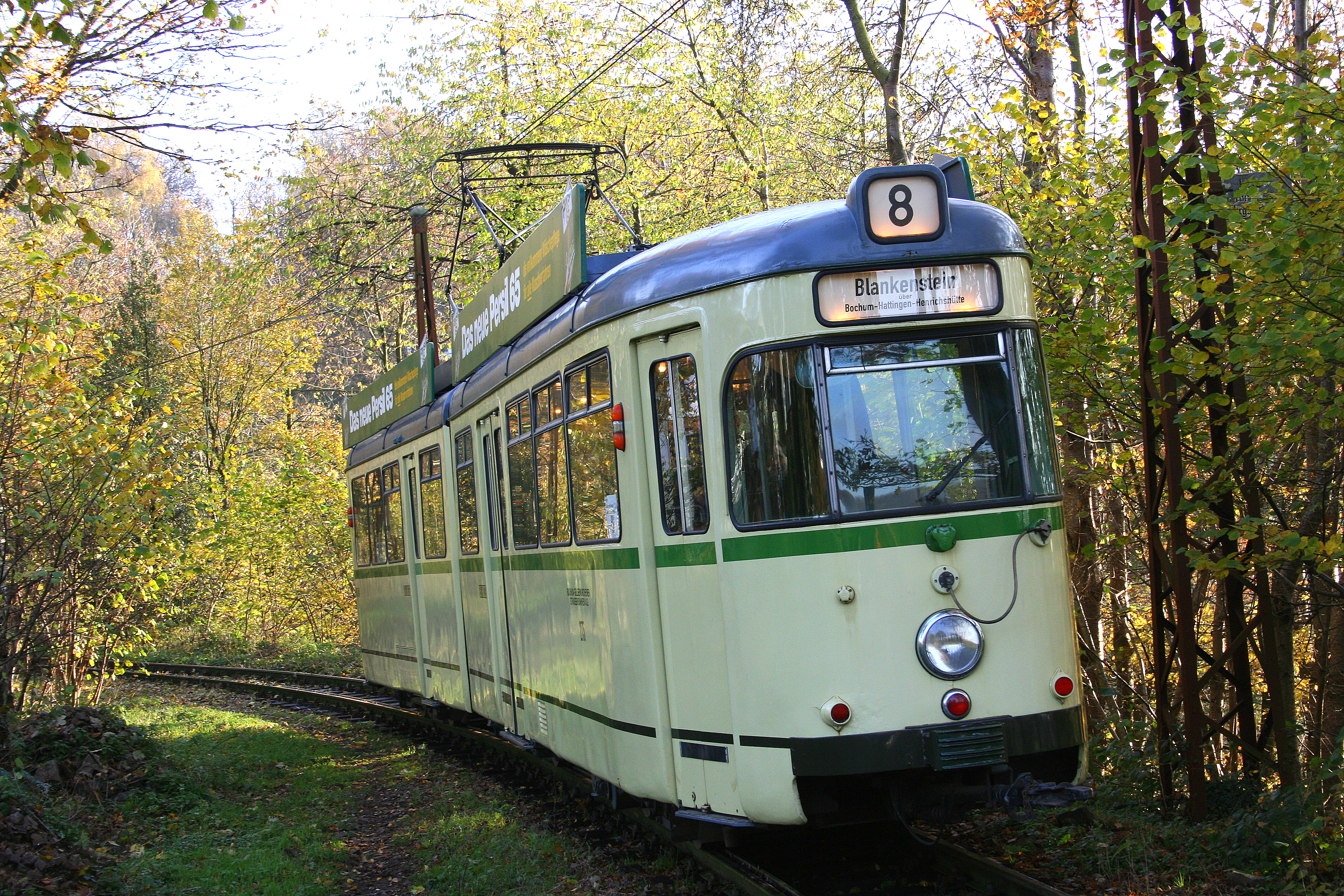
Исторический трамвай Tw 275 на маршруте

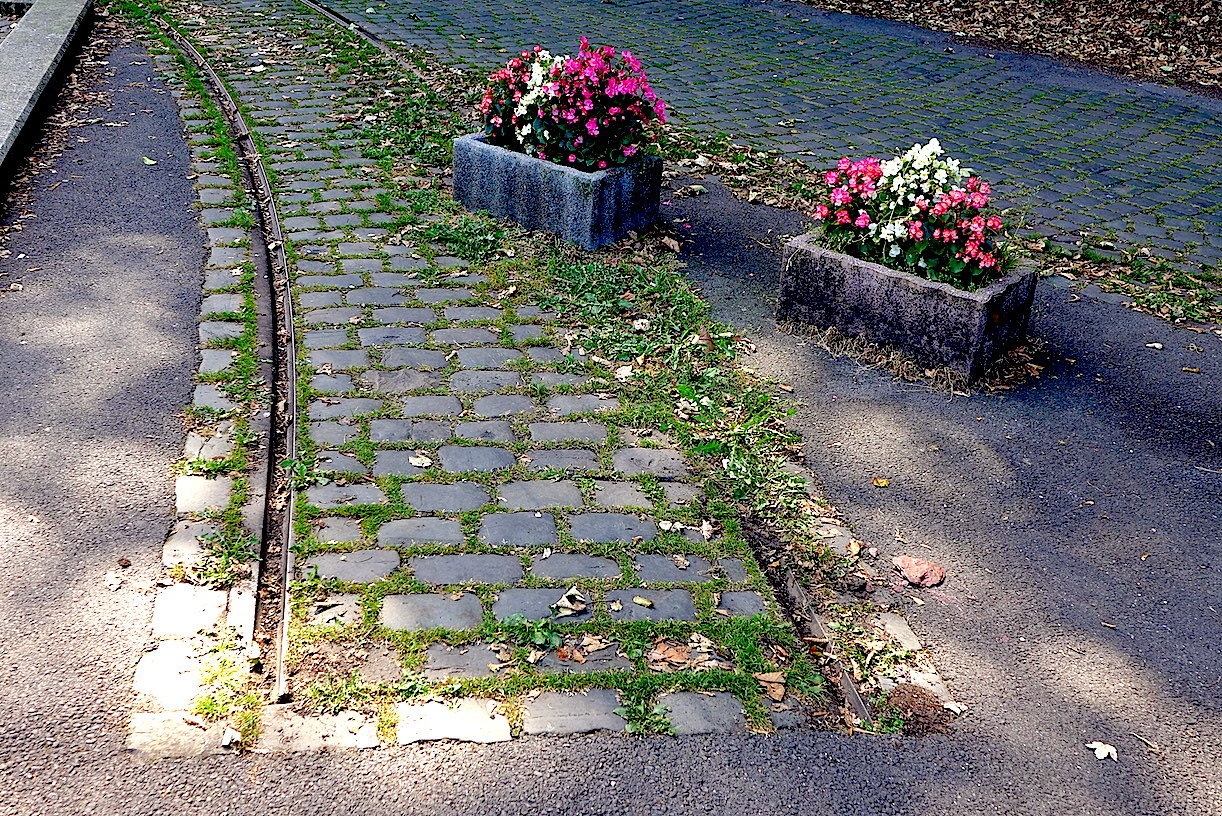
Трамвайные рельсы истории Бергиш-Ланд

Бергский музей трамваев (нем. Bergisches Straßenbahnmuseum (BSM)) — технический транспортный музей трамваев в Вуппертале-Кольфурте, организованный с целью напоминания об истории, когда трамвайные линии в Бергиш-Ланд были многочисленны и разнообразны. Музей является одним из самых малых трамвайных музеев в мире. Организатор и спонсор — общественный союз бергских железнодорожных музеев (малое предприятие BMB).

## История
Поводом для организации трамвайного музея стала тенденция к закрытию и консервации трамвайных линий в Бергиш-Ланд. В период наибольшего развитии трамвайной сети общая протяжённость линий составляла более 300 км, что ставило трамвайную сеть Вупперталя и его окрестностей на четвёртое место среди трамвайных сетей Германии.
Постепенно трамвайные линии переводились на обслуживание автобусным парком. Первоначальной ликвидации были подвергнуты протяжённые междугородние и пригородные маршруты, но в итоге трамвай полностью исчез с улиц всех крупных городов Бергиш-Ланд — Золингена, Ремшайда и Вупперталя. Последняя трамвайная линия Вупперталя была закрыта в 1987 году. Так появилось желание оставить в истории память о трамваях Бергиш-Ланд. Уже в 1969 году основывается малое предприятие «Общественный союз Бергских железнодорожных музеев», которое приобретает в 1973 году участок трамвайных путей метровой колеи длиной 3,2 км между Вупперталем-Кольфуртом и Вупперталем-Кроненбергом (закрытый для движения междугороднего трамвайного маршрута № 5 «Вупперталь-Золинген» ещё в 1969 году.
В последующие годы на этом участке восстанавливалась вся трамвайная инфраструктура. Наряду с несколькими сотнями метров нового рельсового пути и несколькими километрами нового медного контактного провода, была возобновлена система электроснабжения. В 1989 году в эксплуатацию была сдана выпрямительная станция «Ам Шютт», что дало возможность начать трамвайной движение.
Трамвайное депо было открыто в Кольфурте, на свободной территории вблизи бывшей трамвайной остановки и в непосредственной близости от построенного в 1893 году трамвайного моста через реку Вуппер. Сначала здесь проложили несколько запасных и служебных путей, а к 1989 году в основном достроили крытое депо, позволившее сохранять от непогоды коллекцию исторических трамваев.
В 1991 году было выдано разрешение на эксплуатацию в музейном режиме полностью готового участка от депо до остановки Фридрихсхаммер. В 1992 году этот участок торжественно открыл тогдашний премьер-министром Северного Рейна-Вестфалии Йоханнесом Рау. Тогда новый музей мог использовать только два моторных вагона. Годом позже в эксплуатацию был допущен участок до остановки Кальтенбах, а с 1997 года в строй вступил весь ныне действующий музейный маршрут до остановки Грёйель. С этого времени на линию вышел третий моторный вагон, а в 1999 году стали ходить ещё два вагона.
В 2006 году полностью закончено депо для хранения трамваев, а в 2008 году закончены и ремонтные мастерские. в 2005—2008 годах в музей из разных городов Северного-Рейна Вестфалии поступило несколько трамваев для реставрации и сдаётся в эксплуатацию шестой моторный вагон.
С 2008 года трамвайное депо стало недостаточным по площади для вновь пребывающих и требующих реставрации трамваев. Поэтому оно стало использовать старое трамвайное депо в Гроненберге, где стояли пять моторных и один прицепной вагон. Но этот вариант проблему ре решил, поскольку на месте вагонного депо в Кроненберге стали строить торговый центр и все вагоны пришлось переводить в Кольфурт, а прицепной вагон пришлось передавать в Ройтлинген.
В апреле 2013 года шесть неисправных моторных- и прицепных вагонов трамвайное депо из-за нехватки места было вынуждено перевести в неиспользуемый местной промышленностью цех. Там они находятся в ожидании своей очереди на реставрацию.
В марте 2014 года к этим вагонам добавились ещё два (моторный и прицепной) из частной коллекции, также в неисправном состоянии. Ранее этот моторный вагон эксплуатировался в Ремшайде, а прицепной — на одной из бергских узкоколеек.
В настоящее время музейная трамвайная линия открыта для поездок по воскресным и праздничным дням, согласно плану. В остальные выходные дни посетители беспрепятственно допускаются в депо для осмотра исторических вагонов. Ежегодно музей посещает примерно 30 тысяч человек, что делает его вторым по посещаемости в Вуппертале.
В ноябре 2015 года на участке между остановками Фридрихсхаммер и Кальтенбах были украдены контактные провода. В декабре того же года такое же хищение произошло на участке между Фридрихсхаммер и Петриксхаммер. В последнем случае воры были обнаружены по производимому шуму и были вынуждены бросить провода на месте неудавшейся кражи. В обоих случаях были разрушены электроопоры и технические устройства, а также был повреждён автомобиль. Общий ущерб оценивается в 100 тысяч евро. Малое предприятие BMB было не в состоянии только за свой счёт погасить возникший ущерб, поэтому обратилось к населению о спонсорской поддержке. Но на этом проблемы не закончились. В феврале 2016 года последовала новая кража контактного провода на сумму 6 тысяч евро.

## Музейная трамвайная линия
Участок музейной линии начинается в 50-ти метрах восточнее моста через Вуппер. Здесь расположено трамвайное депо с отдельным трамваем на входе, в котором открыт специализированный книжный магазин по продаже трамвайной литературы, журналов и сувениров. Рельсовый путь, хотя он и не используется, сохранился до самого моста, а частично, в виде музейной рекламы, и на другой стороне реки, уже в Золингене.
Трамвайная линия продолжается в востоку от депо и изгибается на юг, а затем, после крутого 180° поворота, следует на север по склону долины ручья Кальтенбах. Конечная остановка трамвая — Грёйель. Ввод в эксплуатацию следующего участка до остановки Мёшенборн запланирован уже давно, но этому активно сопротивляются местные жители, которые пишут жалобы и требуют прекратить открытие нового участка, ссылаясь на трамвайный шум и их пассажиров. Тем не менее, двухпутная конечная остановка Мёшенборн полностью готова к эксплуатации.
Набор высоты на участке составляет 150 метров, что составляет в среднем уклон 5 % на километр пути. Большая часть линии пересекает лесистые склоны, что являлось типичным для бывшей трамвайной сети Бергиш-Ланд. Так строили специально, чтобы не вызывать дополнительные проблемы для жителей населённых пунктов. Только в место пересечения с Вуппером трамвай пересекал населённый пункт Кольфурт. В настоящее время действует шесть остановок из семи.

## Музейные вагоны
В целом музей владеет 30-ю моторными и прицепными вагонами, а также несколькими грузовыми вагонами и рабочими платформами.
| Номера вагонов                    | Производитель механики / электрики         | Год изготовления | Заказчик                                                                       | Последний собственник              | В музее с | Состояние                                                   |
| --------------------------------- | ------------------------------------------ | ---------------- | ------------------------------------------------------------------------------ | ---------------------------------- | --------- | ----------------------------------------------------------- |
| Tw 23                             | DUEWAG / AEG                               | 1912             | Городские трамваи Hamborn                                                      | DVG                                | 2006      | На хранении, в очереди на реставрацию                       |
| ATw 41 (Рельсошлифовальный вагон) | Вагоностроительный завод в Schörling / SSW | 1952             | Коммунальная служба Золингена (Транспортный отдел)\|Городские трамваи Золинген | Транспортное предприятие Мюльхайма | 2009      | В рабочем состоянии                                         |
| Tw 49                             | Weyer / AEG                                | 1921             | Коммунальная служба, Ремшайд                                                   | Коммунальная служба, Ремшайд       | 1969      | На хранении                                                 |
| ATw 93                            | MAN/SSW                                    | 1920             | Bergische Kleinbahnen                                                          | WSW                                | 1970      | На хранении                                                 |
| Tw 94                             | Братья Schöndorff / SSW                    | 1928             | Barmer Bergbahn                                                                | частная собственность, Хюккесваген | 1996      | В рабочем состоянии                                         |
| Tw 96                             | Вагонная фабрика Fuchs                     | 1948             | BOGESTRA                                                                       | BOGESTRA                           | 1976      | Собственность BOGESTRA, все 4 года в Kолфурт в употреблении |
| Tw 105                            | Вагонная фабрика Talbot                    | 1927             | Bergische Kleinbahnen                                                          | WSW                                | 1970      | В рабочем состоянии                                         |
| Tw 106                            | Westwaggon / Siemens                       | 1960             | Stadtwerke Remscheid                                                           | HEAG                               | 1992      | На хранении                                                 |
| Tw 107                            | DUEWAG                                     | 1936             | Rheinbahn                                                                      | ASEAG                              | 1976      | В рабочем состоянии                                         |
| Tw 113                            | Talbot / SSW                               | 1927             | Bergische Kleinbahnen                                                          | WSW                                | 1970      | На хранении, вывезен                                        |
| Tw 115                            | Uerdingen / SSW                            | 1931             | Bergische Kleinbahnen                                                          | WSW                                | 1970      | На хранении, вывезен                                        |
| Tw 120                            | Westwaggon / Kiepe                         | 1949             | Stadtwerke Remscheid                                                           | Частная собственность, Хюккесваген | 2014      | На хранении                                                 |
| Tw 128                            | MAN / SSW                                  | 1919             | Bergische Kleinbahnen                                                          | WSW                                | 1970      | На хранении, наводится внешний лоск                         |
| Tw 141                            | Uerdingen / SSW                            | 1928             | Трамваи Ennepe                                                                 | WSW                                | 1970      | На хранении                                                 |
| Tw 159                            | MAN                                        | 1925             | Bergische Kleinbahnen                                                          | WSW                                | 1970      | В доделке                                                   |
| Tw 239                            | Van der Zypen & Charlier / SSW             | 1925             | Barmer Straßenbahn                                                             | WSW                                | 1987      | На хранении                                                 |
| Tw 275                            | DUEWAG                                     | 1957             | BOGESTRA                                                                       | BOGESTRA                           | 1995      | В рабрчем состоянии                                         |
| Tw 323                            | DUEWAG                                     | 1956             | Hagener Straßenbahn                                                            | Hagener Straßenbahn                | 1975      | Доделка приостановлена, вывезен                             |
| Tw 337                            | DUEWAG                                     | 1957             | Hagener Straßenbahn                                                            | Hagener Straßenbahn                | 1976      | В рабочем состоянии                                         |
| Tw 342                            | DUEWAG                                     | 1952             | Vestische Straßenbahnen                                                        | Vestische Straßenbahnen            | 1979      | На хранении                                                 |
| Tw 510                            | Uerdingen                                  | 1948             | Augsburger Verkehrsbetriebe                                                    | Straßenbahn Augsburg               | ?         | Приобретался для доделки прицепного вагона 911, вывезен     |
| ATw 406                           | Вагонная фабрикаRastatt/SSW                | 1953             | Freiburger Verkehrs AG                                                         | Freiburger Verkehrs AG             | 2003      | В рабочем состоянии                                         |
| Lok 601                           | WSW-Werkstatt / Siemens                    | 1927/1932        | Barmer Bergbahn                                                                | Rheinbahn                          | 1999      | Технический памятник, под охраной закона                    |
| ATw 610 (Шлифовальный вагон)      | Kiepe                                      | 1900/1950        | BOGESTRA                                                                       | BOGESTRA                           | 1990      | В рабочем состоянии, на вспомогательных работах             |
| ATw 628 (Turmwagen)               | WSW-Werkstatt / Siemens-Schuckert          | 1912/1950        | WSW                                                                            | WSW                                | 1970      | В рабочем состоянии                                         |
| ATw 683                           | Вагонная фабрика Gebrüder Credé/AEG        | 1951             | BOGESTRA                                                                       | BOGESTRA                           | 1981      | В рабочем состоянии                                         |
| Bw 131                            | DUEWAG                                     | 1956             | Hagener Straßenbahn                                                            | Hagener Straßenbahn                | 1976      | В доделке                                                   |
| Bw 195                            | DUEWAG                                     | 1955             | Vestische Straßenbahnen                                                        | Vestische Straßenbahnen            | 1979      | На хранении, в настоящее время вывезен                      |
| Bw 266                            | MAN                                        | 1925             | Bergische Kleinbahnen                                                          | Частная собственность, Хюккесваген | 2014      | На хранении                                                 |
| Lore 560                          | Rastatt                                    | 1944             | Vestische Straßenbahnen                                                        | Vestische Straßenbahnen            | 1991      | В рабочем состоянии                                         |
| Gw 685                            | Bothmann                                   | 1928             | Thüringerwaldbahn                                                              | Thüringerwaldbahn                  | 1999      | Технический памятник, под охраной закона                    |
| Lore 729                          | Van der Zypen & Charlier                   | 1894             | Ronsdorf-Müngstener Eisenbahn                                                  | WSW                                | 1970      | В рабочем состоянии                                         |
| Bw 911                            | Uerdingen                                  | 1949             | WSW                                                                            | WSW                                | 1970      | На хранении, в настоящее время вывезен                      |
| Bw 1656                           | DUEWAG                                     | 1960             | Rheinbahn                                                                      | Rheinbahn                          | 2006      | Выставлен на продажу                                        |

## График работы музейной трамвайной линии
Линия работает с апреля по октябрь включительно во второе и четвёртое воскресенье месяца, а также в воскресенье и понедельник Троицы.

## Галерея

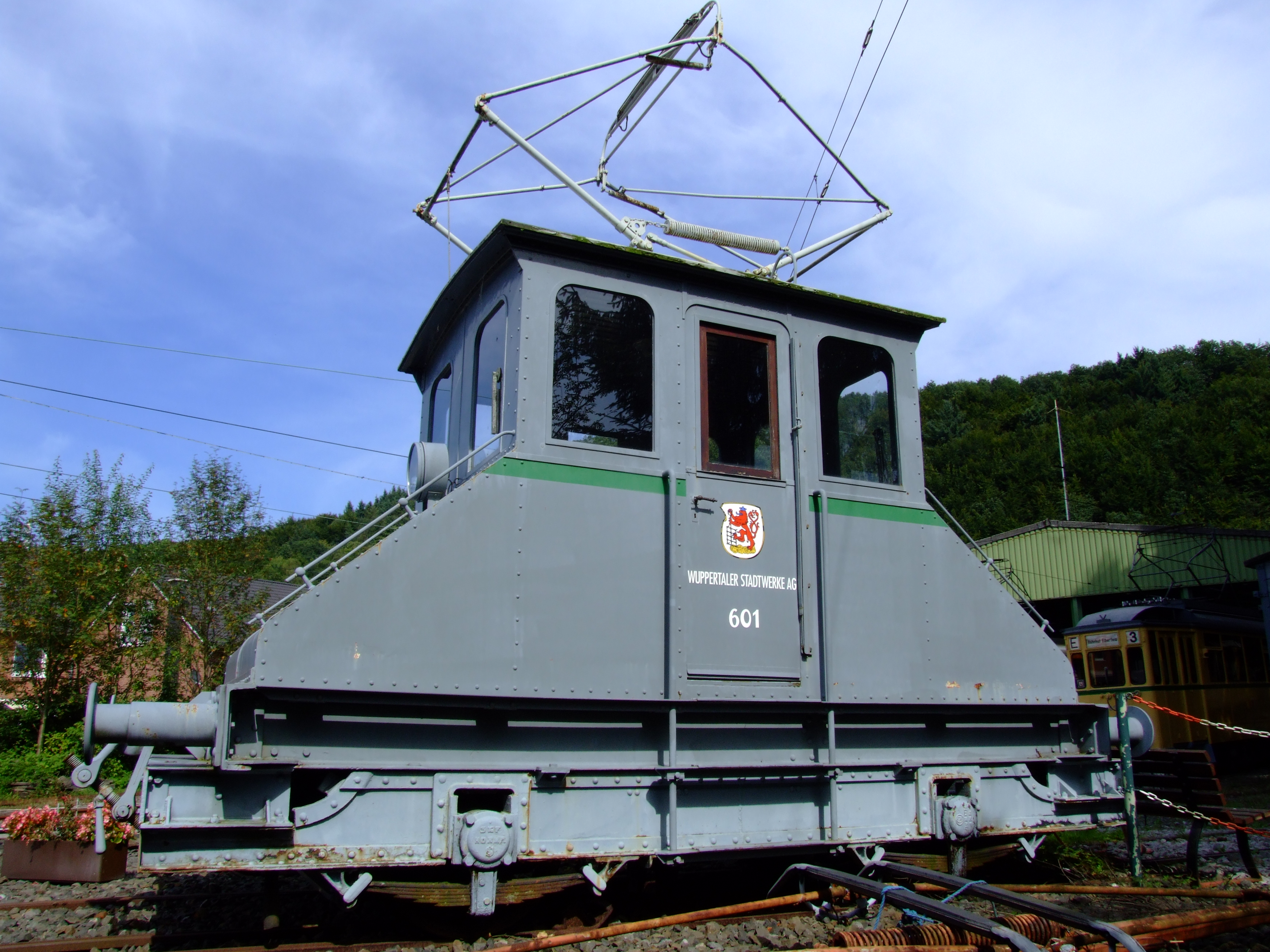
Локомотив 601 — технический памятник.
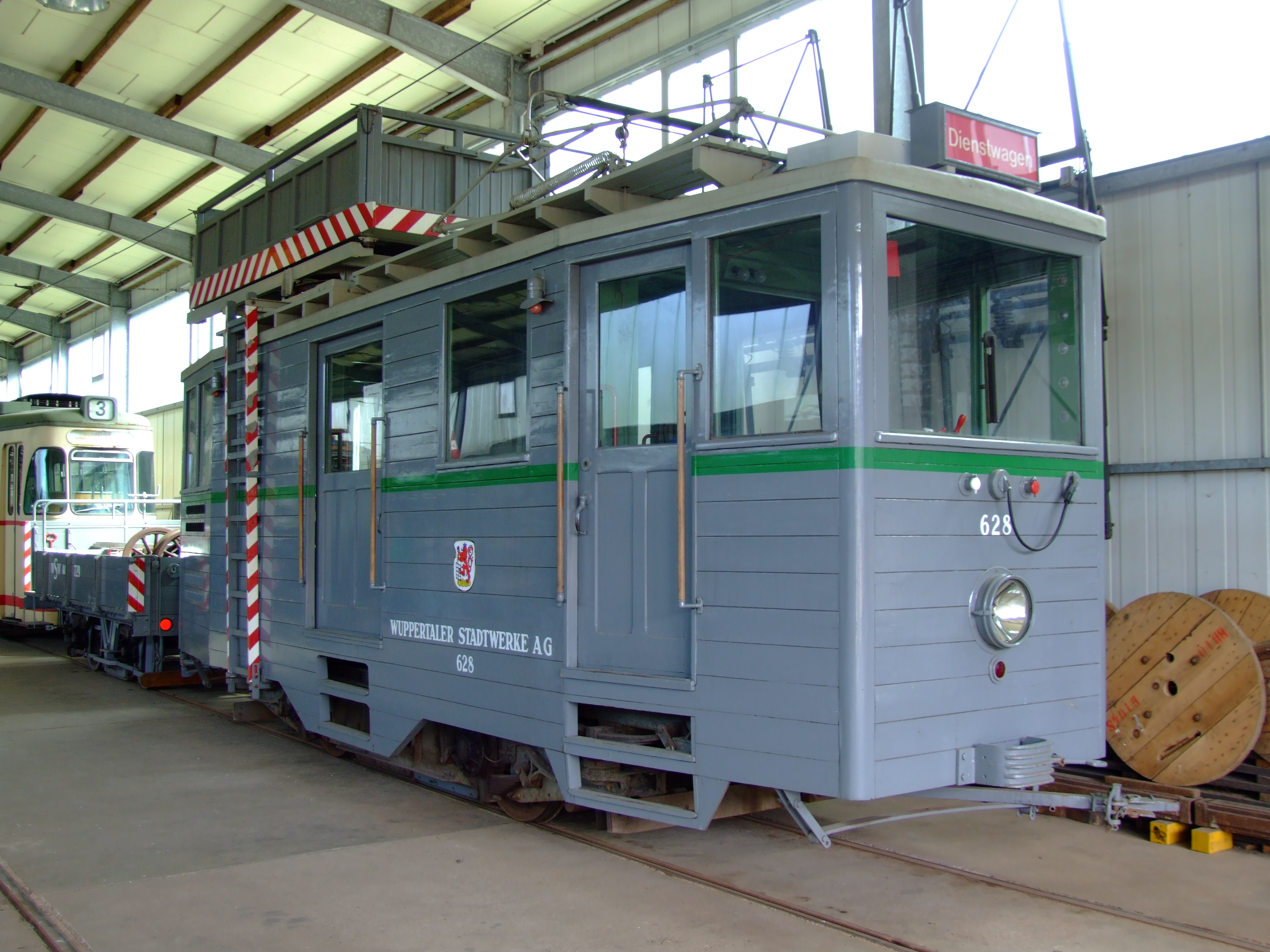
ATw 628.
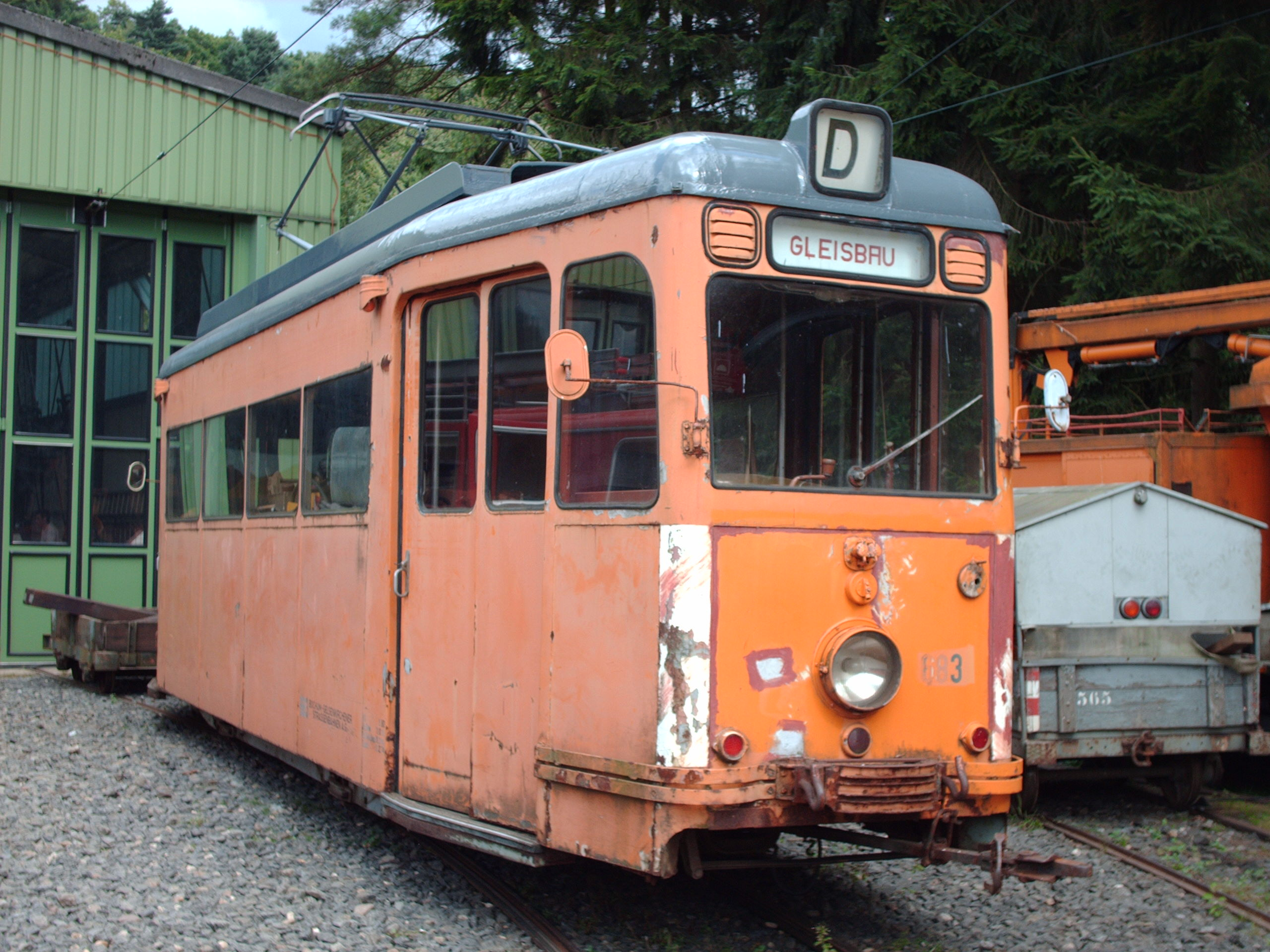
ATw 683.
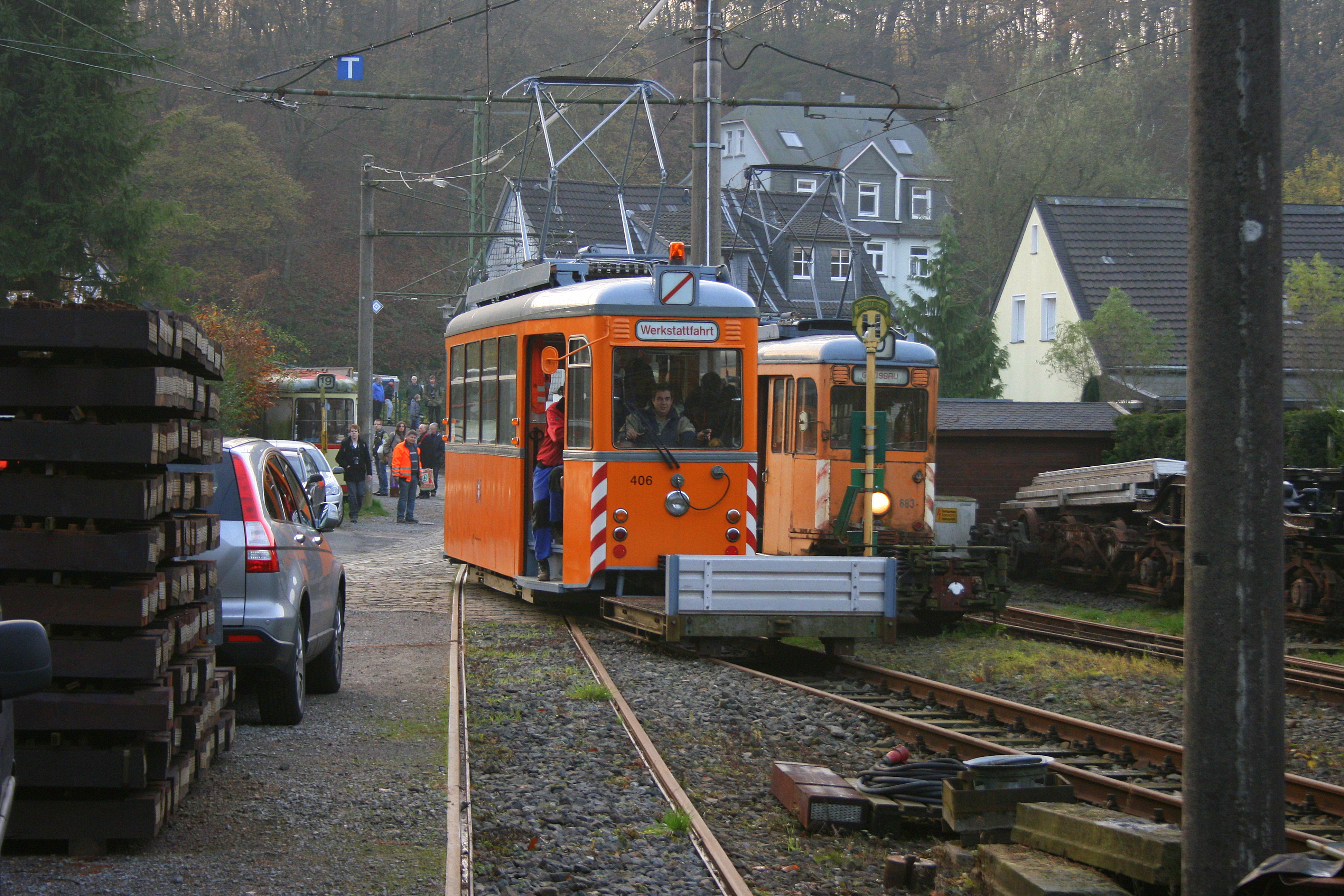
ATw 406 (слева) с ATw 683.
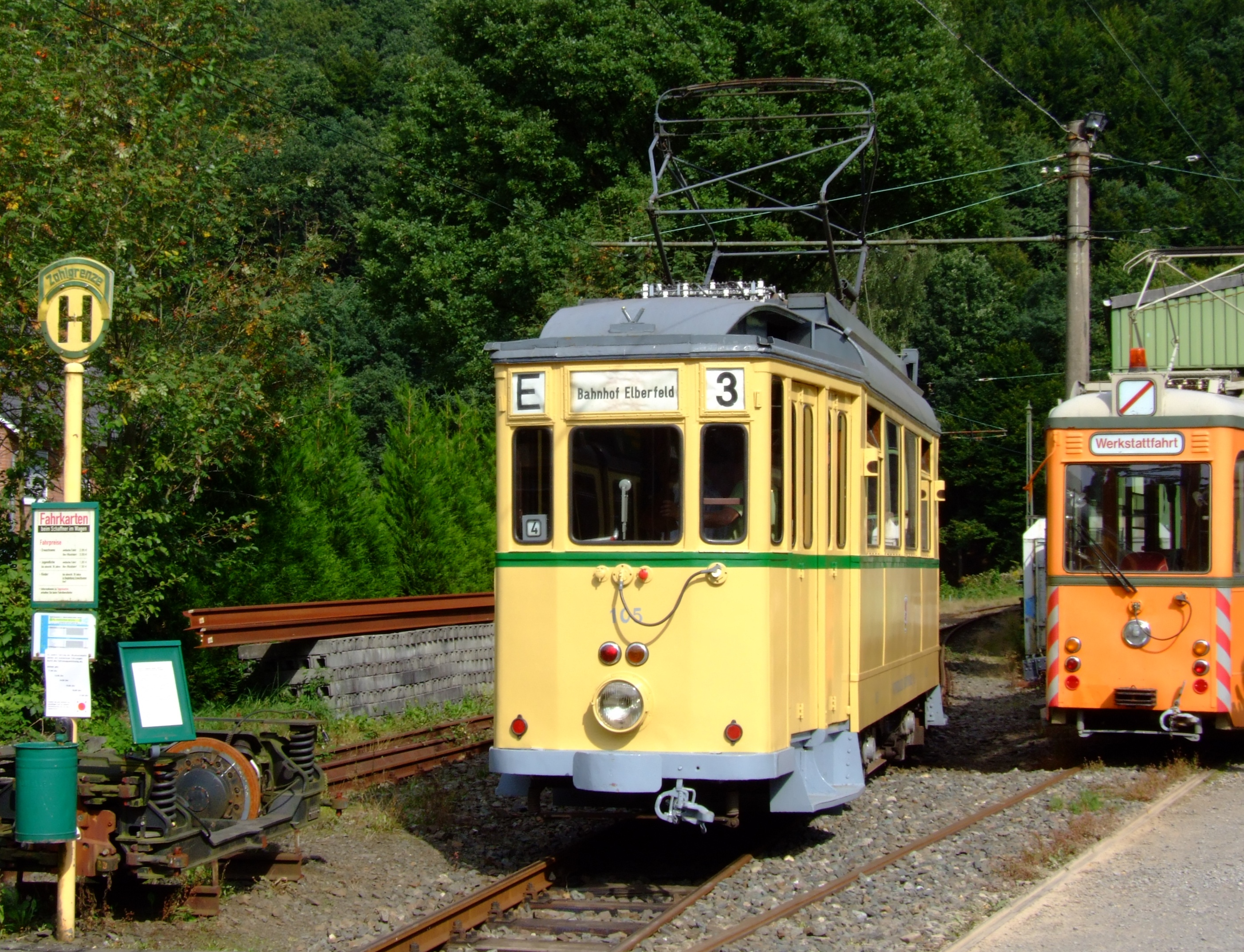
Tw 105.
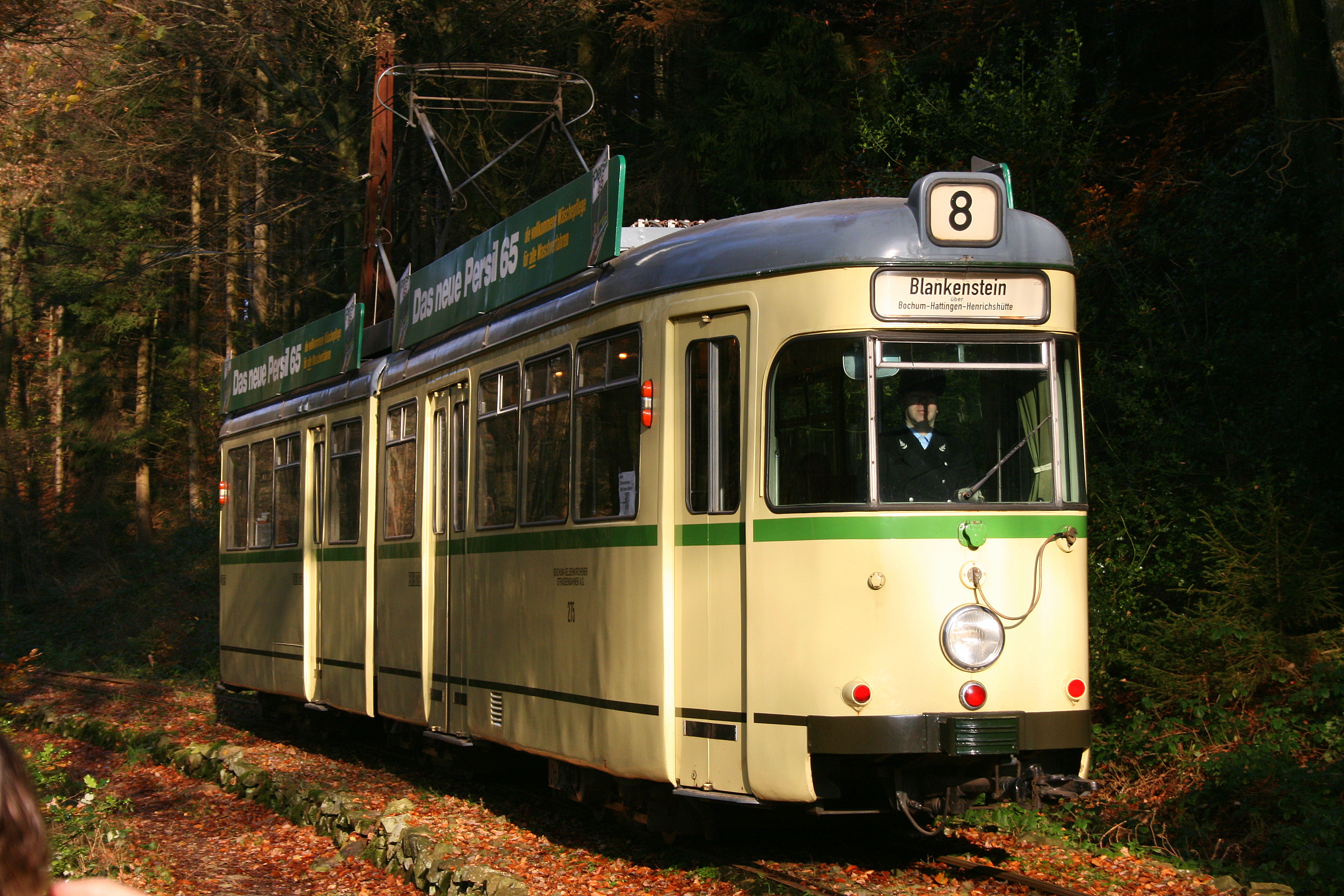
Tw 275.
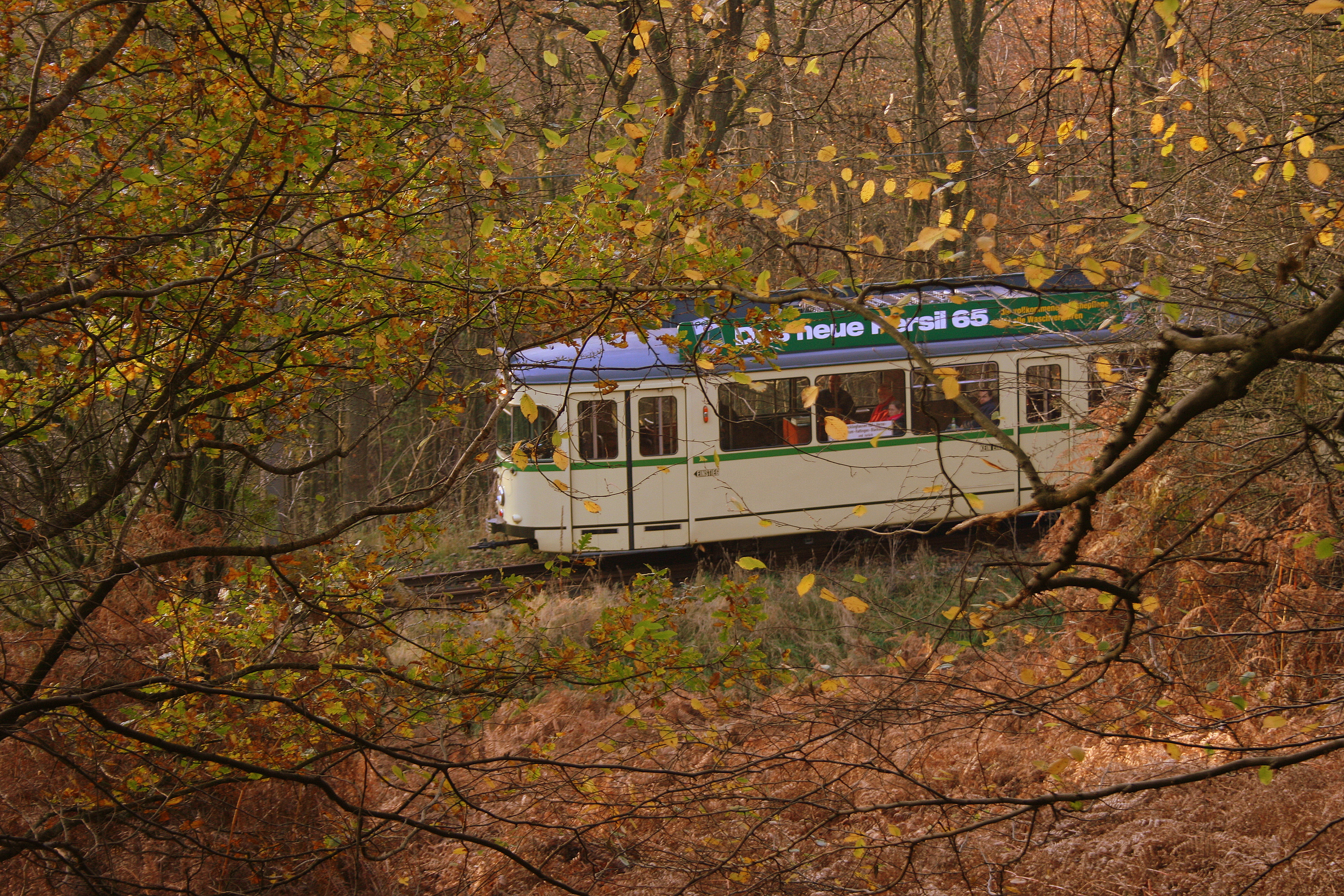
Tw 275 на лесном участке линии.
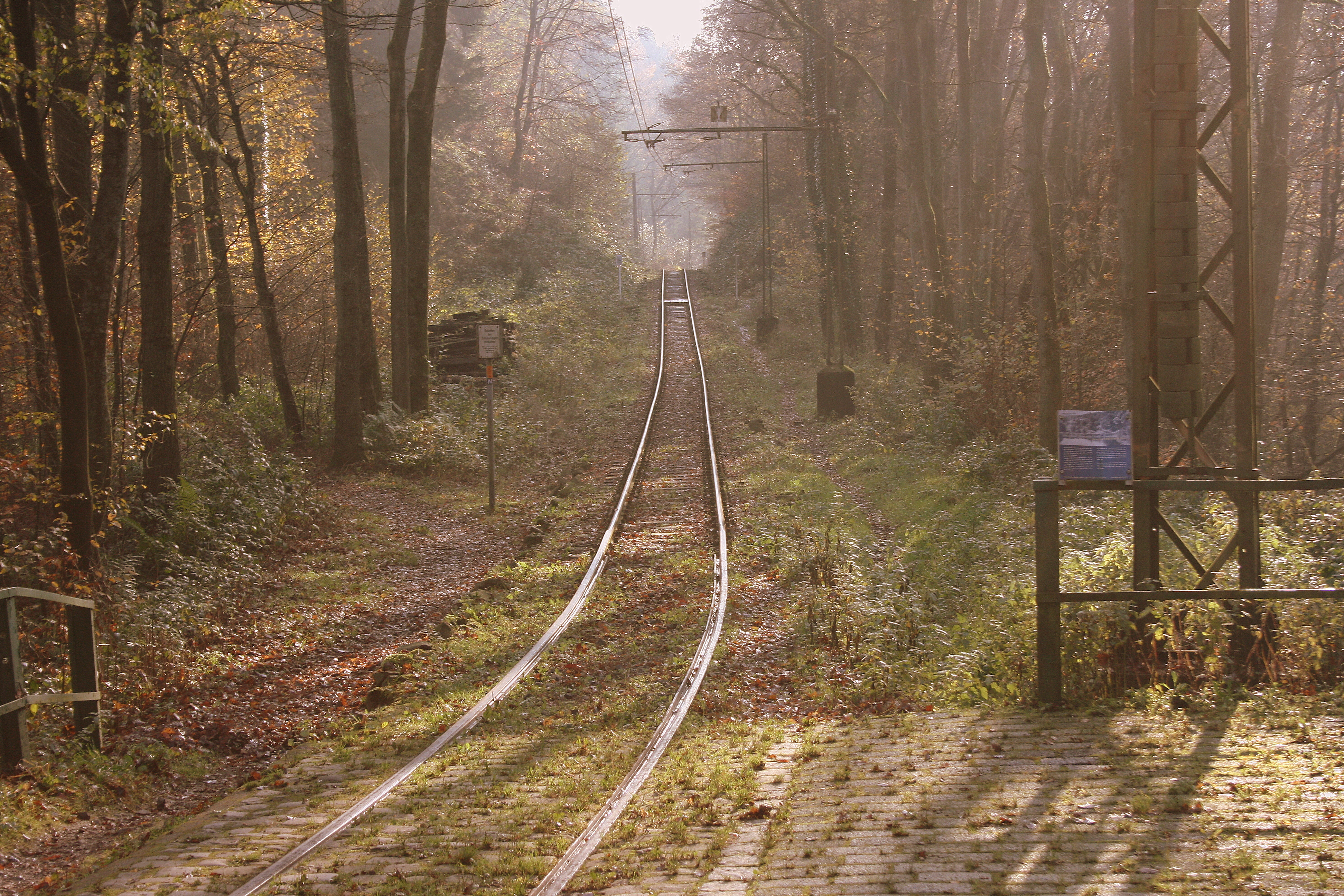
Остановочная платформа Фридрихсхаммер.
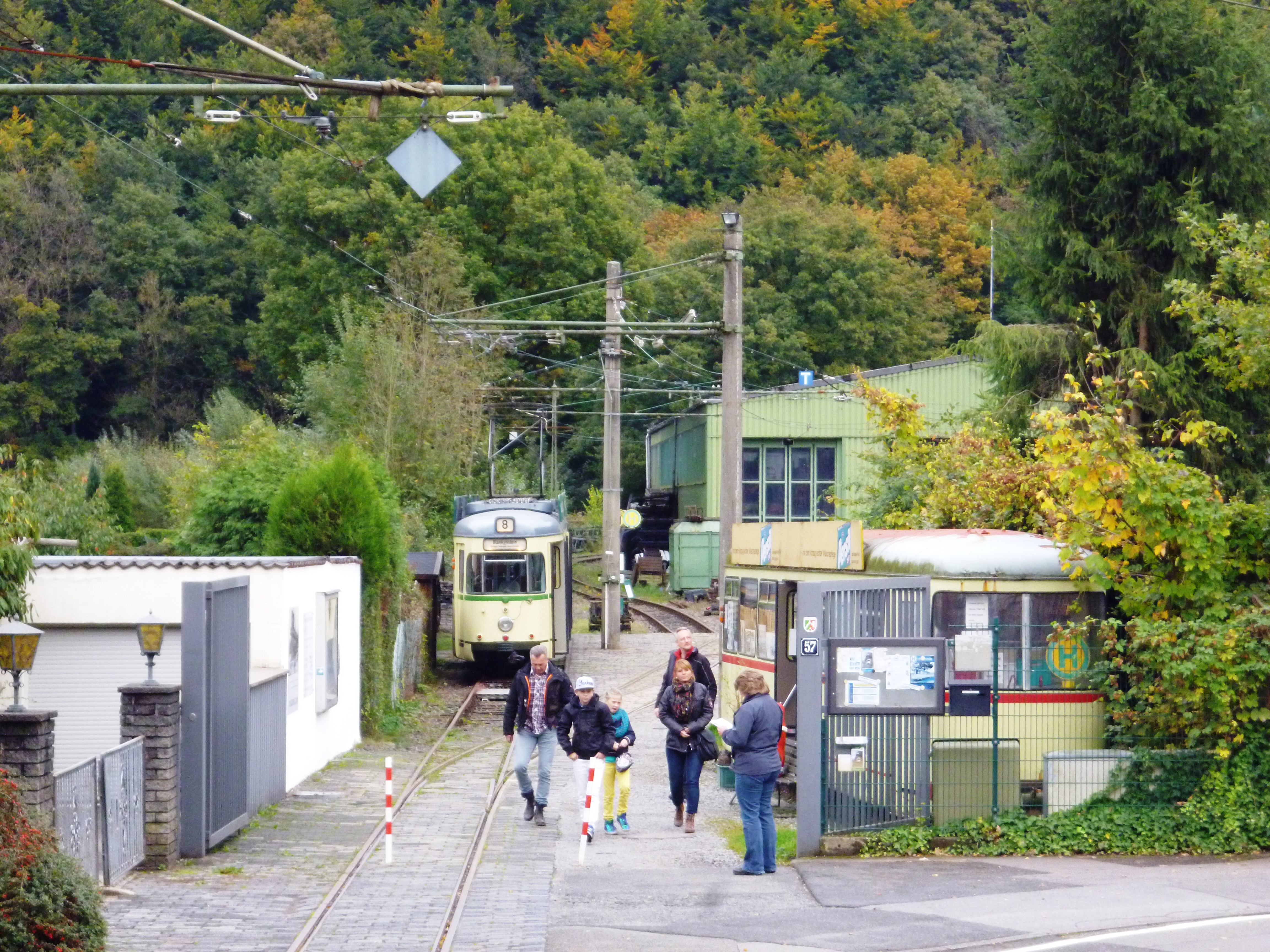
Вход в музей. Справа — вагон-магазин.